# Drmanovići
Drmanovići (en serbe cyrillique : Дрмановићи) est un village de Serbie situé dans la municipalité de Nova Varoš, district de Zlatibor. Au recensement de 2011, il comptait 365 habitants.

## Démographie
| 1948 | 1953 | 1961 | 1971 | 1981 | 1991 | 2002 | 2011 |
| ---- | ---- | ---- | ---- | ---- | ---- | ---- | ---- |
| 433  | 500  | 508  | 452  | 410  | 365  | 368  | 365  |

|  |

## Personnalité
Le héros national Momir Pucarević est né dans le village en 1918.